# Belisana kinabalu
Belisana kinabalu är en spindelart som beskrevs av Huber 2005. Belisana kinabalu ingår i släktet Belisana och familjen dallerspindlar. Inga underarter finns listade.